# اشنکس‌ویل (پنسیلوانیا)
اشنکس‌ویل (به انگلیسی: Schnecksville) یک منطقهٔ مسکونی در ایالات متحده آمریکا است که در پنسیلوانیا واقع شده‌است. اشنکس‌ویل ۲٬۹۳۵ نفر جمعیت دارد.